# Nahida Khan
 Nahida Khan (Urdu ناہیدہ خان; * 3. November 1986 in Quetta, Pakistan) ist eine pakistanische Cricketspielerin die seit 2009 für die pakistanische Nationalmannschaft spielt.

## Aktive Karriere
Kahn absolvierte ihr internationales Debüt im Februar 2009 bei einem Drei-Nationen-Turnier in Bangladesch und schied dabei mit einem "Duck" (0 Runs) aus. Ihr Debüt im WTwenty20-Cricket folgte bei der ICC Women’s Cricket Twenty20 Challenge 2010/11 im Oktober 2010. Sie kam in den ersten Jahren nur zu wenigen Einsätzen und wenn waren die Ergebnisse nicht überzeugend. So spielte sie unter anderem beim ICC Women’s World Twenty20 2012 nur ein Spiel und beim Women’s Cricket World Cup 2013 zwei Spiele. Bei der Tour Pakistans in England im Sommer 2013 war sie im ersten WTWenty20 mit 28* Runs die beste Batterin ihres Teams. Dies gelang ihr auch beim Vier-Nationen-Turnier in katar im Januar 2014, als sie 33 Runs gegen Südafrika erzielte. Bei der im März folgenden ICC Women’s World Twenty20 2014 war ihre beste Leistung 26 Runs gegen Indien.
Nach einem Jahr Pause fand sie dann wieder Einsatz beim ICC Women’s World Twenty20 2016 und wurde dort als Eröffnungs-Batterin eingesetzt und konnte in ihren drei Einsätzen jeweils mehr als 10 Runs erzielen. Von da an waren ihre Leistungen deutlich stabiler. Beim Women’s Cricket World Cup Qualifier 2017 konnte sie ihr erstes Half-Century erzielen. Gegen Sri Lanka konnte sie 64 Runs erzielen. Im darauffolgenden Spiel gelang ihr dann ein weiteres Fifty, als sie 72 Runs gegen Irland. Bei der Weltmeisterschaft selbst konnte sie im ersten Spiel gegen Südafrika ein Half-Century über 79 Runs erzielen. Gegen die West Indies konnte sie noch einmal 40 Runs erzielen. Auf der Tour gegen Neuseeland im Oktober 2017 erzielte sie ein weiteres Fifty über 51 Runs.
Im Juni 2018 spielte sie beim ICC Women’s World Twenty20 2018 und konnte dort gegen Thailand und Sri Lanka jeweils 38 Runs erzielen. Im Oktober 2018 traf sie auf Australien und konnte gegen sie im zweiten WODI ein Half-Century über 66 Runs erzielen. Ein Jahr später auf der Tour gegen Bangladesch konnte sie zwei Half-Centuries über 68 und 63 Runs erzielen und wurde für ersteres als Spielerin des Spiels ausgezeichnet. Anschließend traf sie auf England, wo ihr ein Fifty über 55 Runs gelang. Im November 2020 spielte sie beim ICC Women’s T20 World Cup 2020 konnte dort aber abermals nicht überzeugen. Im Januar 2022 wurde sie für den Women’s Cricket World Cup 2022 nominiert und konnte dabei gegen Südafrika 40 Runs und gegen Bangladesch 43 Runs erreichen.